# Gemeinde Dolenjske Toplice
Die Gemeinde Dolenjske Toplice (slowenisch: Občina Dolenjske Toplice) ist eine Gemeinde in Südost-Slowenien in der Region Dolenjska (Unterkrain). Sie ist benannt nach ihrem Hauptort Dolenjske Toplice. Die Gesamtgemeinde hat etwa 3.600 Einwohner.

## Lage
Die aus 29 Siedlungen und Ortschaften bestehende Gesamtgemeinde liegt westlich von Novo mesto unterhalb der Ostflanke des Höhenzugs Kočevski Rog (Hornwald) und südlich des Flusses Krka (Krainer Gurk).

## Geschichte
Töplitz in Unterkrain wurde erstmalig im 13. Jahrhundert in schriftlichen Quellen erwähnt. In prähistorischer Zeit war die Gegend ein bedeutendes Zentrum der Metallverarbeitung, wie archäologische Ausgrabungen am Hügel Cvinger im Westen des Hauptortes nachweisen konnten. Ein kleines Gebiet im Süden der Gesamtgemeinde um den Ortsteil Kočevske Poljane (Pöllandl), der nördliche Teil des Moschnitze-Tals (Črmošnjiško-poljanska dolina), bildet einen Teil der historischen Region Gottschee.
In der Zeit des Zweiten Weltkriegs und danach waren im Kočevski Rog im Dorf Podstenice in den Jahren 1943 und 1944 das Zentralkomitee der Kommunistischen Partei Sloweniens, die Führung der Osvobodilna Fronta, das Oberkommando der slowenischen Partisanen sowie Druckereien und sonstige technische Infrastruktur versteckt. Weiterhin befanden sich dort das Slowenische Zentrale Partisanenkrankenhaus und die Siedlung Kočevski rog – Baza 20 (Hornwald-Partisanen-Basis 20), die heute eine Abteilung des Dolenjski muzej Novo mesto ist.
1945 fanden dort Massenhinrichtungen von Kriegsgefangenen statt, bei denen die Erschossenen in Massengräber in Karstschluchten geworfen wurden, unter anderen in die Zwei Karsthöhlen am Zinkkreuz (Dvojno brezno pri Cink križu).

## Siedlungen und Ortschaften der Gemeinde
1. Bušinec, (dt. Wuschinz)
2. Cerovec, (dt. Zerouz)
3. Dobindol, (dt. Eichenthal in der Unterkrain)
4. Dolenje Gradišče, (dt. Untergradische)
5. Dolenje Polje, (dt. Unterfeld bei Töplitz)
6. Dolenje Sušice, (dt. Unterschützen, auch Untersuschitz)
7. Dolenjske Toplice, (dt. Töplitz in der Unterkrain)
8. Drenje, (dt. Dreine)
9. Gabrje pri Soteski, (dt. Gaberch)
10. Gorenje Gradišče, (dt. Obergrädisch)
11. Gorenje Polje, (dt. Oberfeld bei Töplitz, auch Obernfelden)
12. Gorenje Sušice, (dt. Oberschützen, auch Obersuschitz)
13. Kočevske Poljane, (dt. Pöllandl, auch Pöllandel)
14. Loška vas, (dt. Auen, auch Sankt Martin in der Au)
15. Mali Rigelj, (dt. Kleinriegel)
16. Meniška vas, (dt. Mönichsdorf)
17. Nova Gora, (dt. Neuberg bei Töplitz)
18. Občice, (dt. Krapflern)
19. Obrh, (dt. Oberch bei Töplitz)
20. Podhosta, (dt. Untergehag)
21. Podstenice, (dt. Steinwand)
22. Podturn pri Dolenjskih Toplicah, (dt. Unterthurn)
23. Sela pri Dolenjskih Toplicah, (dt. Sella bei Töplitz)
24. Selišče, (dt. Sellische, auch Sellischach)
25. Soteska, (dt. Ainödt, auch Einöd in der Unterkrain)
26. Stare Žage, (dt. Altsaag)
27. Suhor pri Dolenjskih Toplicah, (dt. Suchor)
28. Veliki Rigelj, (dt. Großriegel)
29. Verdun pri Uršnih selih, (dt. Werdun bei Eichenthal)

## Nachbargemeinden
| Žužemberk | Žužemberk                                   | Straža     |
| Kočevje   | Kompassrose, die auf Nachbargemeinden zeigt | Novo mesto |
| Kočevje   | Kočevje, Semič                              | Semič      |

## Gewässer im Gemeindegebiet
Im Norden fließt die Krka in West-Ost-Richtung durch das Gemeindegebiet, im Osten der Sušica-Bach in Süd-Nord-Richtung von Gorenje Sušice bis zur Mündung in die Krka bei Dolenje Gradišče. Südwestlich des Hauptortes entspringt in Podturn der Radoschiza-Bach, welcher nördlich von Meniška vas in die Krka mündet.

## Sehenswürdigkeiten und Aktivitäten
- Gemeindezentrum mit Pfarrkirche St. Anna, einer spätgotischen einschiffigen Kirche vom Ende des 15. Jahrhunderts mit Glockenturm im Norden, 1656 barockisiert.[8][9]
- Therme Dolenskje Toplice[10][8]
- Baza 20: Freilichtmuseum (Abteilung des Dolenjski muzej Novo mesto). Barackensiedlung oberhalb von Podturn pri Dolenjskih Toplicah, Hauptquartier der slowenischen Nationalen Befreiungsbewegung während des Zweiten Weltkriegs
- Ruine und Park des ehemaligen Schlosses Einöd (Ainöd/Soteska) im Ortsteil Soteska
- Ruine des ehemaligen Schlosses Roseck in Podturn
- Archäologischer Weg Cvinger
- Fliegenfischen an der Radeščica
- Wanderungen rund um Dolenjske Toplice[11]

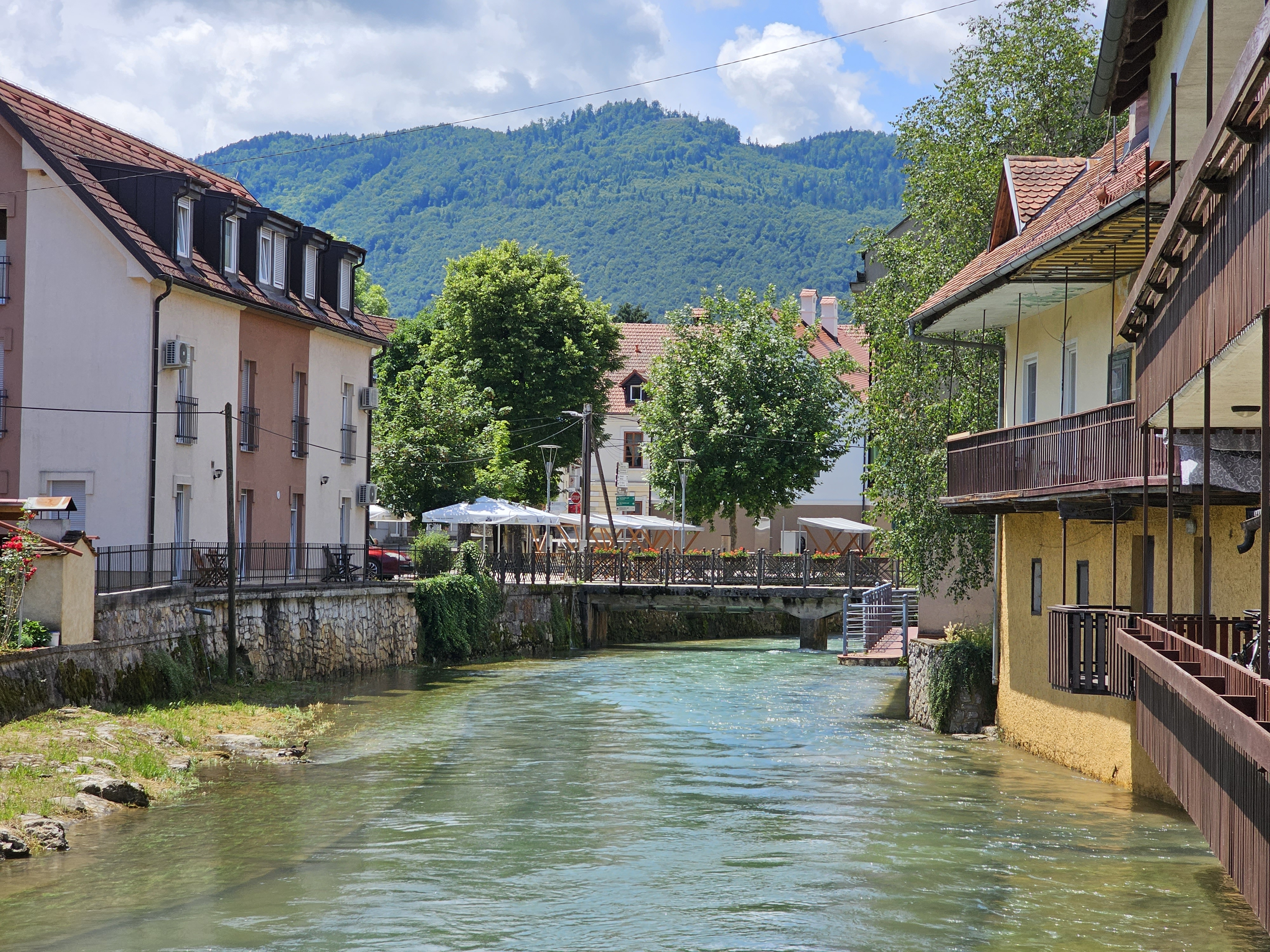
Sušica-Bach im Ortszentrum
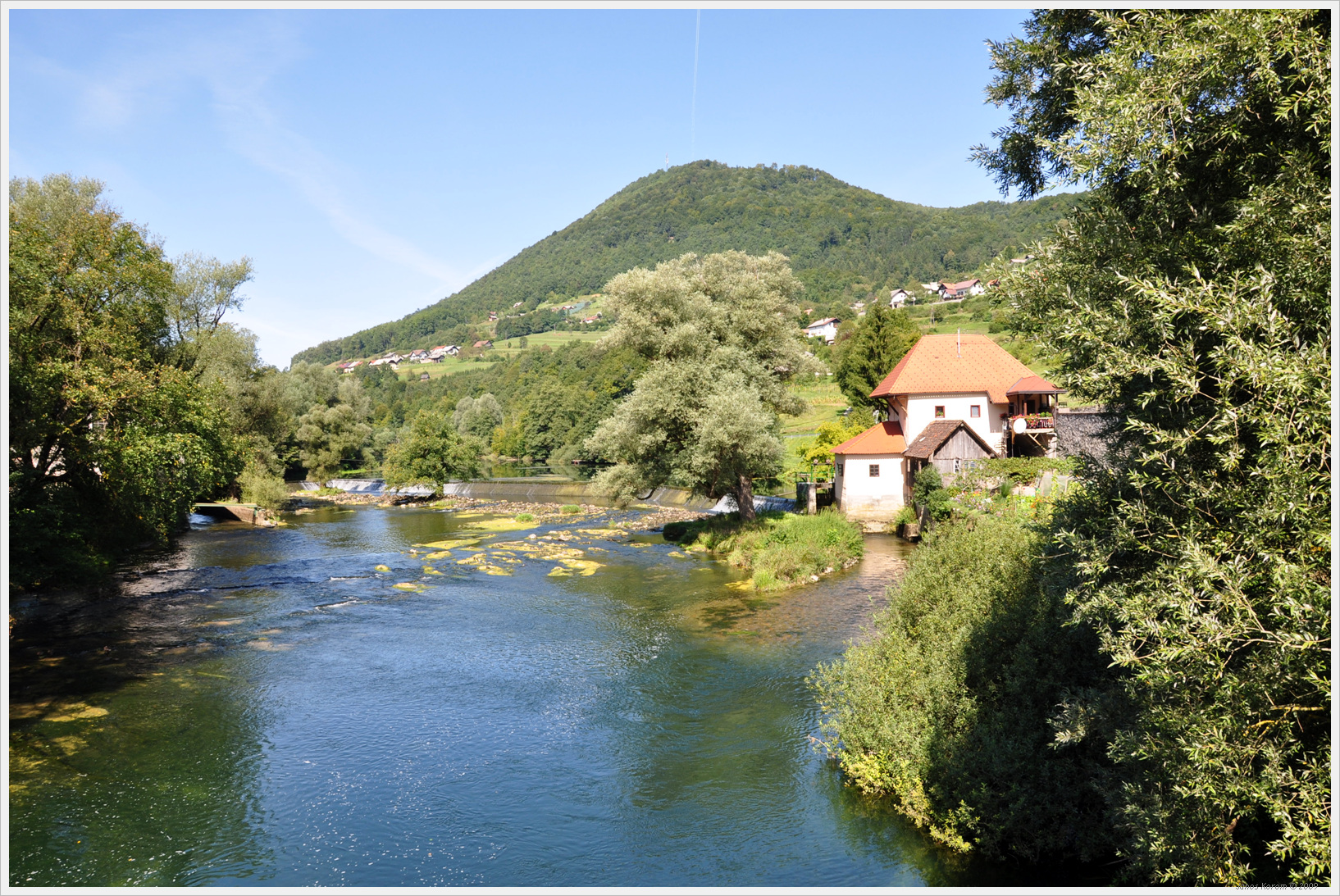
Krka in Soteska